# Kościół Narodzenia Najświętszej Maryi Panny w Wielichowie
Kościół Narodzenia Najświętszej Maryi Panny – rzymskokatolicki kościół cmentarny należący do parafii św. Marii Magdaleny w Wielichowie (dekanat wolsztyński archidiecezji poznańskiej).
Jest to świątynia wzniesiona w 1793 roku i ufundowana przez Walentego Przykłockiego i Mateusza Nowaka. Restaurowana była w latach 1865 i 1957. Wyremontowana została w 1992 roku.
Kościół został zbudowany z drewna, składa się z jednej nawy, posiada konstrukcję zrębową. Budowla jest orientowana, wybudowano ją na podmurówce ceglanej. Świątynia jest salowa, prezbiterium nie jest wydzielone z nawy, zamknięta jest trójbocznie. Z boku nawy są umieszczone: zakrystia i kruchta. Budowlę nakrywa dach jednokalenicowy, pokryty łupkiem z ośmiokątną wieżyczką na sygnaturkę. Jest ona zwieńczona blaszanym cebulastym dachem hełmowym z latarnią i krzyżem. Wnętrze nakryte jest pozornym sklepieniem kolebkowym. Chór muzyczny jest podparty dwoma słupami, ozdobiony jest ornamentem roślinnym i sylwetkami ludzi. Belka tęczowa jest polichromowana i jest ozdobiona datą budowy „1793” i krucyfiksem, wykonanym na przełomie XVI i XVII wieku. Polichromię figuralną wykonali Teodor Szukała i Jan Kot w 1957 roku. W stylu barokowym powstały: ołtarz główny, dwa ołtarze boczne, pochodzące z lat 1670 – 78 i ambona wykonana pod koniec XVII wieku. Świątynia posiada cenne witraże (dwa umieszczone w nawie i dwa znajdujące się w prezbiterium) oraz rzeźby wykonane na przełomie XVI i XVII wieku.